# Fordlands
Fordlands  est une banlieue ouest de la cité de Rotorua dans le secteur de la  baie de l’Abondance de l’Île du Nord de la Nouvelle-Zélande.

## Toponymie
La zone a été nommée pour Harry Ford, dont la ferme laitière modèle a donné le nom à la banlieue,.
Elle fut décrite en 2017 comme la plus déshéritée des banlieues de la Nouvelle-Zélande.
La banlieue fut un objet d’inspiration pour le roman L'Âme des guerriers (en) d'Alan Duff.

## Démographie
Fordlands avait une population de 2460 habitants lors du recensement de 2018, en augmentation de 342 personnes (16,1 %) depuis celui de 2013 et en augmentation de 153 personnes (soit 6,6 %) depuis 2006.
Le recensement compabilise 723 logements, 1164 hommes et 1296 femmes, donnant un sexe-ratio de 0,9 homme pour une femme.
L’âge médian était de 28,4 ans (comparé avec les 37,4 ans au niveau national), avec 711 personnes (soit 28,9 %) âgées de moins de 15 ans, 570 personnes (soit 23,2 %) âgées de 15 à 29 ans, 969 personnes (soit 39,4 %) âgées de 30 à 64 ans, et 210 ans (soit 8,5 %) âgées de 65 ans ou plus.
Les ethnicités étaient pour 34,4 % européenne/Pakeha, 67,8 % maorie, 14,1 % originaires du Pacifique, 6,2 % d’origine asiatique, et 1,1 % d’autres ethnicités (le total peut faire plus de 100 % dans la mesure où une personne peut s’identifier de multiples ethnies).
La proportion de personnes nées outre-mer était de 10,6 %, comparée avec les 27,1 % au niveau national.
Bien que certaines personnes refusent de donner leur religion, 49,8 % n’avaient aucune religion, 35,7 % étaient chrétiens, 0,7 % étaient hindouistes, 0,2 % étaient musulmans, 0,2 % étaient bouddhistes et 8,3 % avaient une autre religion.
Parmi ceux d’au moins 15 ans d’âge, 162 personnes (9,3 %) avaient une licence ou un degré supérieur, et 417 personnes (soit 23,8 %) n’avaient aucune qualification formelle.
Les revenus médians étaient de 19 800 $, comparés avec les 31 800 $ au niveau national.
Le statut d’emploi de ceux d’au moins 15 ans était pour 726 personnes (soit 41,5 %) un emploi à plein temps, pour 234 personnes (soit 13,4 %) un emploi à temps partiel et pour 243 personnes (soit 13,9 %) étaient sans emploi.